# 卡利集团
卡利集团（西班牙語：Cartel de Cali）發跡於南美洲哥伦比亚南部卡利城的一支著名贩毒集团，它由吉尔伯托·罗德里格斯兄弟、乔·桑塔克鲁斯·朗德诺建立。该集团在1980年代后期，吸纳了来自巴勃罗·埃斯科巴创立的麦德林集团中的埃尔梅·埃雷拉（“帕乔”），形成了四巨头的合伙人模式，在巴勃罗·埃斯科巴被警方擊斃後，卡利集團吞併了麥德林集團的地盤，成為了古柯鹼的最大生產者，並與墨西哥販毒集團合作，運往美國境內銷售，據估計每個月有將近百噸的古柯鹼銷往美國，并在1990年代建立了体系完整、遍布全球的贩毒洗钱网络。與動輒暗殺、綁架的麥德林集團不同，卡利集團的行事作風較為低調，羅德里格斯兄弟以合法企業掩護非法事業，時常賄賂執法人員以規避查緝，1990年代，在美国緝毒局和哥伦比亚政府的联合打击下，罗德里格斯兄弟先后被捕，随后朗德诺和贺雷拉自首。罗德里格斯兄弟在美国压力下被引渡赴美受审并被判终身监禁。集团最终分崩离析。

## 参見
- 《毒梟》